# Tinamou isabelle
Rhynchotus rufescens
Espèce
Statut de conservation UICN

 LC  : Préoccupation mineure
Statut CITES
Le Tinamou isabelle (Rhynchotus rufescens) est une espèce de tinamou de la famille des tinamidés.

## Répartition
Son aire de répartition s'étend de manière quasi-omniprésente sur le centre et l'est de l'Amérique du Sud.

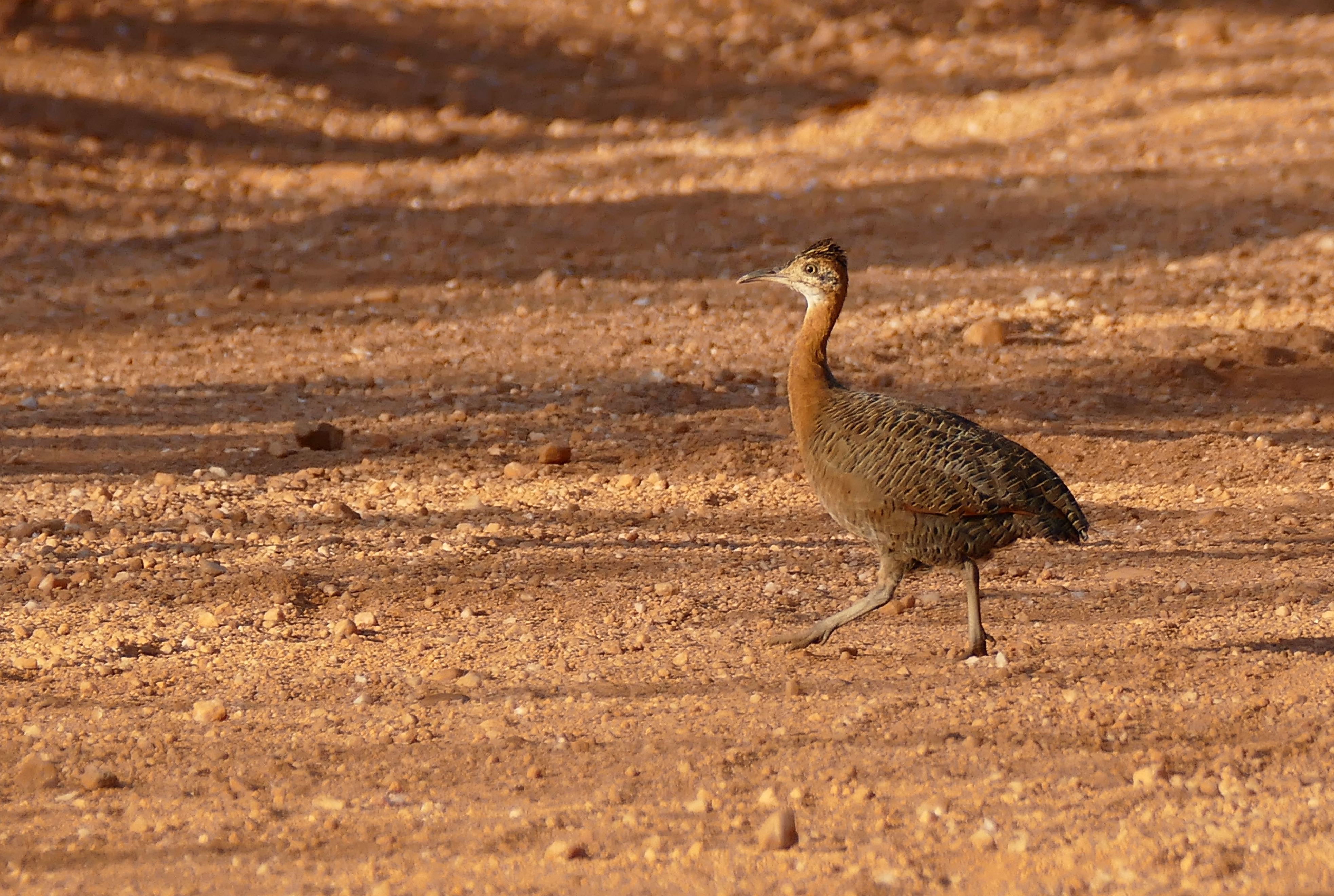
Mato Grosso, Brésil

## Liste des sous-espèces
Selon la classification de référence du Congrès ornithologique international (version 15.1, 2025) :
- Rhynchotus rufescens catingae Reiser, 1905 — centre et nord-est du Brésil ;
- Rhynchotus rufescens pallescens Kothe, 1907 — nord-est et centre de l'Argentine ;
- Rhynchotus rufescens rufescens (Temminck, 1815) — du nord de la Bolivie à l'est du Brésil, au Paraguay, nord-est de l'Argentine et à l'Uruguay.